# Taylor (Nebraska)
Taylor – wieś w Stanach Zjednoczonych, w stanie Nebraska, siedziba administracyjna hrabstwa Loup.